# Wilhelm Ludwig Ewald Schmidt
Wilhelm Ludwig Ewald Schmidt (ur. 4 maja 1805 w Nattwerder k. Poczdamu, zm. 5 czerwca 1843 w Szczecinie) – niemiecki botanik, entomolog, praktykujący lekarz położnik. Pierwszy prezes Stettiner Entomologische Verein.

## Prace
- Getreue und systematische Beschreibung der officinellen Pflanzen der neuesten Preussischen Landes-pharmacopöe in abellarischer Uebersicht: Ein botanisches Handbuch für Studirende Mediciner und Pharmaceuten bearbeitet (T.C.F. Enslin, 1831)
- Flora von Pommern und Rügen. Becker und Altendorf, Stettin 1840
- Verzeichniss europäischer Käfer (1841)